# Secqueville-la-Campagne
Secqueville-la-Campagne era una comuna francesa que estaba situada en el departamento de Calvados, de la región de Normandía, que en 1827 se fusionó con la comuna de Garcelles, formando la comuna de Garcelles-Secqueville.

## Demografía
| Gráfica de evolución demográfica de Secqueville-la-Campagne entre 1793 y 1821 |
|                                                                               |

Los datos demográficos contemplados en este gráfico se han cogido de la página francesa EHESS/Cassini.